# Le Métier à tisser (roman)
Le Métier à tisser est un roman de Mohammed Dib publié en 1957.
C'est le troisième volet de la trilogie Algérie (comprenant La Grande Maison et L'Incendie). 

## Histoire
En 1940, Omar, le jeune personnage de La Grande Maison et de L'Incendie a grandi et fait son apprentissage chez les tisserands dans une cave misérable et étouffante où les discussions entre les tisserands espérant un avenir meilleur lui montrent la difficulté de la vie dans une communauté victime de la faim de la pauvreté et de la dureté de la tâche.